# 拉皮茲城 (伊利諾伊州)
拉皮茲城（英語：Rapids City）是位於美國伊利諾伊州羅克艾蘭縣的一個村落。

## 地理
拉皮茲城的座標為41°37′05″N 90°19′58″W / 41.61806°N 90.33278°W，而該地最高點為海拔高度178米（即584英尺）。

## 人口
根據2010年美國人口普查的數據，拉皮茲城的面積為4.19平方千米，當中陸地面積為4.19平方千米，而水域面積為0.00平方千米。當地共有人口959人，而人口密度為每平方千米228人。